# FV4202
Le Tank Medium No. 2 Experimental Vehicle FV4202 connu plus tard sous le surnom de Centurion de 40 tonnes est un banc d'essai roulant fabriqué par la société britannique Leyland Motors entre 1955 et 1956 pour valider certains concepts du FVRDE qui seront mis en œuvre quelques années plus tard sur le char de combat FV4201 Chieftain.

## Histoire
Au milieu des années 1950, le Fighting Vehicles Research and Development Establishment (FVRDE) établi un ensemble de spécifications techniques relatives au Medium Gun Tank ; le projet de futur char britannique devant succéder au char Centurion.
Trois exemplaires du FV4202 furent commandés à Leyland Motors et construit par ce dernier entre 1955 et 1956 sur base de pièces détachées de Centurion.
Après les essais, un exemplaire fut envoyé au musée des blindés de Bovington, un autre servi à l'école militaire technique de Bordon pour simuler un blindé en panne à dépanner et le dernier aurait fait partie d'un lot de Centurion vendu à Israël. 

## Caractéristiques techniques
Le FV4202 reprend un grand nombre de composants déjà présent sur le char Centurion tels que les chenilles, les suspensions, les trappes, les phares, les coffres de rangement du lot de bord, le viseur, le tourelleau, les lance-pots fumigènes, etc ...

Le FVRDE spécifiait que le Medium Gun Tank devait avoir une masse en ordre de combat inférieure à 45 tonnes (le Centurion dépassant les 50 tonnes). Pour gagner du poids, le FV4202 possède un châssis raccourci, comportant cinq paires de galets de roulement, afin de limiter le poids de ceux-ci et la hauteur du char, les galets de roulement ont un diamètre de 71 cm contre 78 cm sur le Centurion. Les chenilles sont une variante moins large des premiers modèles de chenilles employés par les premiers modèles de Centurion.
La deuxième spécificité du FVRDE portait sur l'adoption d'un siège très incliné permettant une position allongée du pilote, ce qui permit au passage de réduire la hauteur de la caisse et donc d'alléger cette dernière.

Le moteur Rolls-Royce Meteorite est une version raccourcie à huit cylindres (V8) et à injection directe du moteur V12 Rolls-Royce Meteor employé sur le Centurion. Le Meteorite développe une puissance de 520 bhp (387 kW) à 2 700 tr/min et est accouplé à la boîte de vitesses manuelle Merritt-Brown V52 conçue à l'origine pour le Vickers Medium Cruiser Tank Mk. I, un char cruiser qui n'a jamais dépassé le stade de maquette en bois.
Afin d'offrir une protection balistique supérieure à celle du Centurion, l'avant de la tourelle du FV4202 est très profilée de façon à faire ricocher les obus. Elle ne comprend pas de masque visible, ce dernier étant situé sous blindage, derrière la fente servant d'orifice au canon, ce qui permet d'éviter un éventuel blocage de l'élévation du canon par de la ferraille du champ de bataille coincée entre le masque et la carapace de la tourelle.

Le canon devait être une version modifiée du QF 20 pounder employant des munitions en deux fardeaux.

### Apparition dans les jeux vidéo
Le FV4202 apparaît dans les jeux vidéos World of Tanks, World Of Tanks Blitz et War Thunder.